# Ecaterina Andronescu
Ecaterina Andronescu, née le 7 avril 1948 à Malovăț, est une femme politique roumaine, membre du Parti social-démocrate (PSD) et ministre  de l'Éducation à quatre reprises.

## Biographie
Élue députée européenne lors des élections européennes de 2014, elle démissionne avant de siéger pour rester membre du Sénat,. Elle est remplacée par Victor Negrescu.